# 日本歯科専門医機構
日本歯科専門医機構（にほんしかせんもんいきこう）とは、日本の歯科医師に対して「専門医」の資格を認定していくために設立された一般社団法人。
歯科の専門医を一括して認定する団体として、2018年4月、日本歯科専門医機構は設立された。同機構の専門医認定は歯科医師に限られ、医師については日本専門医機構が専門医認定を行っている。

## 概要
学会専門医の乱立をうけ、厚生労働省は、2011年～2013年までの期間で17回「専門医の在り方に関する検討会 」を実施し、中立的な第三者機関を設立し、専門医の認定と養成プログラムの評価・認定を統一的に行うことを決定し、2018年4月、日本歯科専門医機構が設立された。医師の専門医を認定する日本専門医機構も2014年に設立されている。2020年10月、口腔外科、歯周病、小児歯科、歯科麻酔、歯科放射線の5つの専門領域が日本歯科専門医機構による認証が終了した。歯科保存、歯科補綴、矯正歯科、インプラント歯科、総合歯科（名称はいずれも仮称）の5つ専門領域についても日本歯科専門医機構による認証の協議が行われている。2021年7月8日、厚生労働省は第18回医療情報の提供内容等のあり方に関する検討会を開催し、検討会では、専門医機構が行う専門性に関する認定を受けた基本的な診療領域が医科・歯科ともに広告可能になる旨が合意された。

## 歴史
- 2011年
  - 10月13日：厚生労働省 第1回「専門医の在り方に関する検討会」
- 2013年
  - 3月7日：厚生労働省 第17回「専門医の在り方に関する検討会」
- 2015年：日本歯科医学会の協議会において、国民視点の歯科専門医制のあり方につい て協議し、「歯科専門医制度 （素案）」が取り纏められた。
- 2017年：「歯科専門性に関する協議会」設立
- 2018年
  - 4月：日本歯科専門医機構設立
- 2020年
  - 10月：申請されていた口腔外科、歯周病、小児歯科、歯科麻酔、歯科放射線の認証を終了。
- 2023年
  - 10月12日：厚生労働省通達により日本歯科専門医機構が認定する「補綴歯科専門医」を広告可能となった[5]。
- 2024年
  - 9月13日：厚生労働省通達により日本歯科専門医機構が認定する歯科医師の専門性資格として「矯正歯科」「歯科保存」が広告可能となった[6]。